# Albert Henze (General)
Albert Henze (* 7. August 1894 in Kirchhain; † 31. März 1979 in Ingolstadt) war ein deutscher Generalleutnant im Zweiten Weltkrieg.

## Leben
Henze diente als Offizier im Ersten Weltkrieg und wurde mit beiden Klassen des Eisernen Kreuzes sowie dem Ritterkreuz des Königlichen Hausordens von Hohenzollern mit Schwertern ausgezeichnet. Nach dem Krieg wurde er demobilisiert.
Während des Zweiten Weltkriegs erhielt er am 2. März 1943 das Deutsche Kreuz in Gold und am 15. Januar 1944 das Ritterkreuz des Eisernen Kreuzes. Vom 19. Februar bis 3. April 1944 kommandierte er in Narwa die Panzergrenadier-Division „Feldherrnhalle“. Es folgte sein Einsatz als Kommandeur und Oberst von Juni bis zur Auflösung im August 1944 der 19. Luftwaffen-Sturm-Division mit Einsatzort in Italien und anschließend bis zum 16. März 1945 das Kommando über die 21. Luftwaffen-Felddivision. In dieser Eigenschaft hatte er am 21. Januar 1945 das Eichenlaub zum Ritterkreuz des Eisernen Kreuzes erhalten (709. Verleihung). Am 9. November 1944 wurde er zum Generalmajor befördert.
In den letzten Monaten des Krieges kommandierte er die 30. Infanterie-Division bis zur Kapitulation im Kurland-Kessel. In dieser Funktion wurde er am 1. Mai 1945 zum Generalleutnant befördert.